# Leistungstiefe
Die Leistungstiefe bezeichnet in der Betriebswirtschaft den Anteil an den eigenen Verwaltungs- und administrativen Aufgaben eines Unternehmens, der durch das Unternehmen selbst ausgeführt wird.
So wie in der herstellenden Industrie über die Fertigungstiefe der eigene Anteil zur Herstellung eines Produkts bezeichnet wird, handelt es sich bei der Leistungstiefe um den Anteil der eigenen Verwaltungs- und administrativen Aktivitäten. 
Wird z. B. die Buchhaltung in kleineren Betrieben durch einen Steuerberater geleistet oder in größeren Betrieben an einen Dienstleister outgesourct, reduziert sich die Leistungstiefe des Unternehmens.
Es wird erwartet, dass sich durch das sogenannte Business Process Outsourcing (BPO) die Leistungstiefe der meisten Unternehmen in den nächsten Jahren wesentlich reduzieren wird. Die Motive für dieses Vorgehen können in einer Strategie der Entlastung (taktisch, z. B. Kostenreduktion) oder der Erweiterung (strategisch, z. B. Vergabe von Nicht-Kernaktivitäten) liegen.
Entscheidungen über die Leistungstiefe bezeichnet man in der Unternehmenspraxis vielfach als Make-or-Buy-Entscheidungen. Diese hat dabei vielfältige Auswirkungen auf die wettbewerbsstrategische Ausgangsposition und auf die Struktur des Unternehmens.